# Il-Bajja tal-Ġnejna
Il-Bajja tal-Ġnejna är en vik i republiken Malta. Den ligger i kommunen L-Imġarr, i den västra delen av landet. Vid viken finns busklandskap.